# René de Bourbon-Parme
 (juillet 2024).
Si vous disposez d'ouvrages ou d'articles de référence ou si vous connaissez des sites web de qualité traitant du thème abordé ici, merci de compléter l'article en donnant les références utiles à sa vérifiabilité et en les liant à la section « Notes et références ».
René de Bourbon, prince de Parme, né le 17 octobre 1894 à Schwarzau am Steinfeld, mort à Hellerup au Danemark le 30 juillet 1962, fils de Robert Ier, dernier duc de Parme, et de sa seconde épouse Antónia de Bragance, fille de Michel Ier de Portugal.

## Biographie
Naturalisé français[réf. nécessaire], dit « le prince René »[réf. nécessaire]. Il fut à l'Académie militaire de Vienne, capitaine de cavalerie dans l'armée autrichienne lors de la Première Guerre mondiale, décoré de la Croix de fer de 1re et 3e classe allemande, puis réside en France. Descendant direct de Louis XIV et de son petit-fils le duc d'Anjou, René de Bourbon est membre d'une famille ayant régné en France et à ce titre, il ne peut servir dans l'armée française, (même après avoir rencontré le président Lebrun à l'Élysée le 31 juillet 1939, pour lui en faire personnellement la demande). Il s'engage dans l'armée finlandaise en 1940, puis est autorisé à entrer dans l'armée française en 1944. Il est nommé capitaine de cavalerie dans la 1re armée et fit la campagne d'Allemagne ; grand-croix de l'ordre constantinien de Saint-Georges, chevalier de l'ordre de l'Éléphant de Danemark, officier de l'ordre de la Légion d'Honneur en 1955 ; croix de guerre 1939-1945.

## Union et postérité
Marié à Copenhague le 9 juin 1921 avec Marguerite (Margrethe) de Danemark (1895–1992), fille du prince Valdemar de Danemark et de la princesse Marie d'Orléans (1865-1909), dont :
1. Jacques de Bourbon, prince de Parme (9 juin 1922 - 5 novembre 1964), ∞ en 1947 avec Birgitte Alexandra Maria, comtesse de Holstein-Ledreborg (29 juin 1922 - 21 août 2009) : postérité
2. Anne de Bourbon, princesse de Parme (18 septembre 1923 - 1er août 2016), ∞ en 1948 avec le roi Michel Ier de Roumanie
3. Michel de Bourbon, prince de Parme (14 mars 1926 - 7 juillet 2018), ∞ 1) en 1951 avec Yolande Marie Gonzague Thérèse de Broglie (26 avril 1928 à Paris - 2 septembre 2014 à Paris) : postérité, ∞ 2) en 2003 avec Maria-Pia de Savoie  (née le 24 septembre 1934 à Naples), fille du roi Humbert II d'Italie (1904-1983) et de la princesse Marie-José de Belgique (1906-2001).
4. André de Bourbon, prince de Parme (6 mars 1928 à Paris - 22 octobre 2011 à Dourdan) ; 2) ∞ en 1960 avec Paulette Marina Gacry : postérité